# Große Weidenrindenlaus

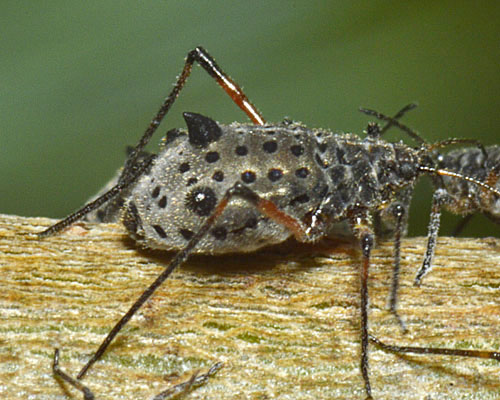
Ungeflügeltes Exemplar

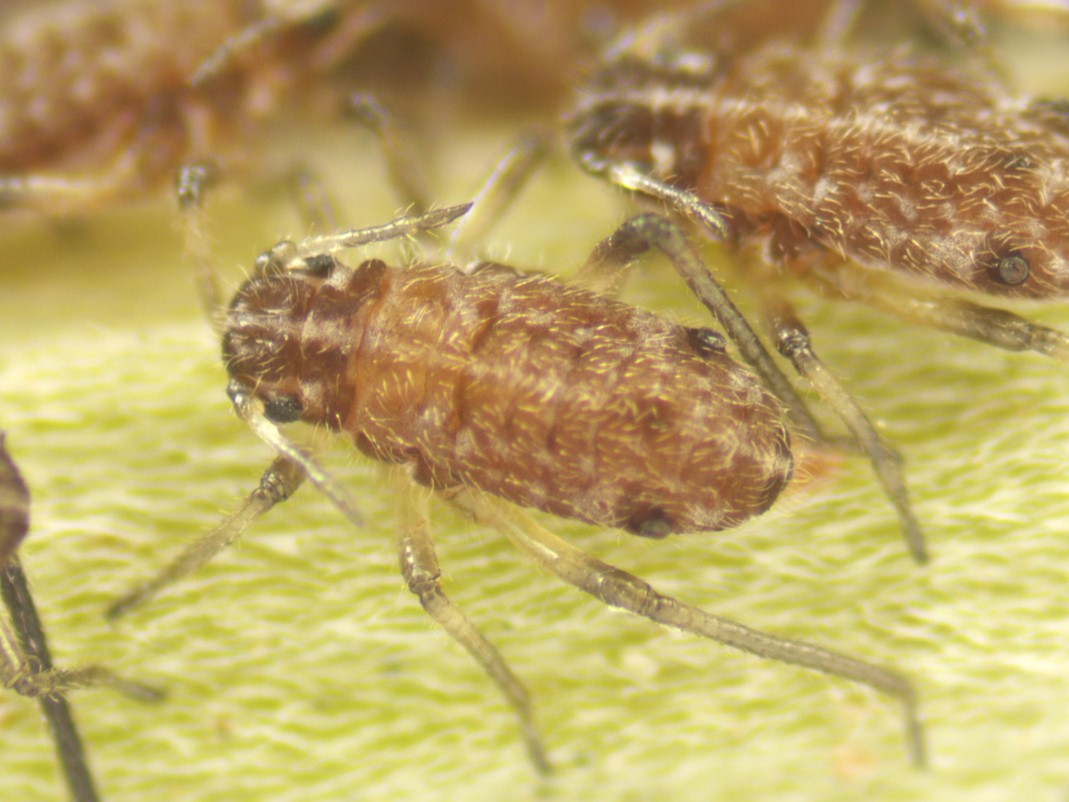
Jungnymphe

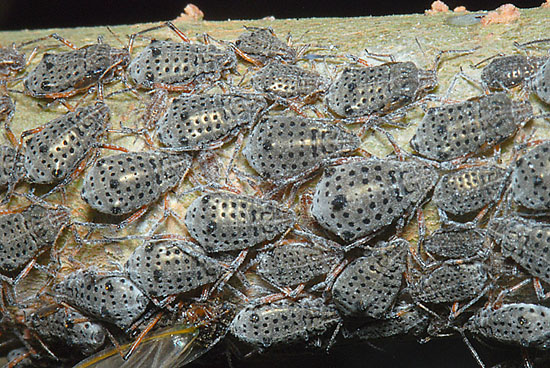
Aggregation

Die Große Weidenrindenlaus (Tuberolachnus salignus) ist eine Blattlaus aus der Unterfamilie Lachninae innerhalb der Familie der Röhrenblattläuse (Aphididae). Die Erstbeschreibung im Jahr 1790 als Aphis salignus geht auf Johann Friedrich Gmelin zurück. Sie ist eine von drei Arten der Gattung Tuberolachnus.

## Merkmale
Die sehr großen Blattläuse erreichen Längen von 5–5,8 mm. Sie sind mittel- bis dunkelbraun gefärbt und weisen Reihen schwarzer sklerotisierter Flecke auf. Ihr Körper ist mit zahlreichen feinen Härchen bedeckt, so dass deren Hinterleib grau-gold schimmert. Zentral auf ihrem Rücken direkt vor den Siphunculi befindet sich ein großer dunkelbrauner Höcker.

## Verbreitung
Tuberolachnus salignus kommt fast weltweit vor. Sie gilt als eine invasive Art. In Neuseeland wurde sie 2013 erstmals entdeckt, in Australien 2014. 2021 wurde ein erster Nachweis der Art im Ladakh im Himalaya im Nordwesten von Indien bekannt. Auch in Großbritannien, Europa und Nordamerika ist die Art verbreitet.

## Lebensweise
Die Art besitzt einen unvollständigen Lebenszyklus. Sie pflanzt sich das ganze Jahr über parthenogenetisch fort. Es gibt nur Weibchen. Deren Nachkommen sind genetisch identische Klone. Die Art tendiert zur Bildung großer Kolonien, insbesondere im Spätsommer. Zwischen April und Juni wird gewöhnlich ein Verschwinden der Kolonien beobachtet. Abhängig von der Individuendichte und der Temperatur entwickeln sich die Nymphen zu geflügelten oder ungeflügelten Formen.
Wirtspflanzen von Tuberolachnus salignus gehören hauptsächlich zur Gattung der Weiden (Salix), darunter Silberweide, Großblättrige Weide, Echte Trauerweide, Sal-Weide, Asch-Weide, Lavendel-Weide, Bruch-Weide, Mandel-Weide und Korb-Weide. Die Blattlaus-Art wurde an 53 von 400 Weiden-Arten registriert. Es werden offenbar auch Pappeln (Populus) besiedelt.
Die Blattläuse halten sich am Stamm und auf den Zweigen ihrer Wirtspflanzen auf und saugen an diesen. Ein Massenauftreten der Blattläuse führt zur Schwächung der Wirtspflanzen. Ameisen bewachen gewöhnlich die Kolonien. Es werden auch Honigbienen vom Honigtau angelockt. Die Blattläuse können jedoch zu Ertragseinbußen bei Imkern führen. Bienen ernähren sich gerne von den großen Mengen Honigtau, die von Blattläusen abgesondert werden. Allerdings enthält der Honigtau von Tuberolachnus salignus den Zucker Melezitose. Die geringe Löslichkeit dieses Zuckers führt dazu, dass der Honig in der Wabe kristallisiert, was die Extraktion erschwert und dadurch den Ertrag verringert. Da dieser Zucker für Bienen eine minderwertige Nahrung darstellt, kommt es vermutlich bei deren Überwinterung zu einer geringeren Überlebensrate.

## Erforschung und Bekämpfung
Um sowohl die Rolle der großen Weidenrindenläuse im Ökosystem besser kennenzulernen, als auch um neue Möglichkeiten der Eindämmung stark wachsender Populationen auszuloten, wurden mittlerweile Studien in Auftrag gegeben. In Neuseeland zählt die Art zu den kürzlich eingeschleppten Neobiota, die sich schnell ausgebreitet und großen, ökologischen Schaden angerichtet hat. Befallende Weiden können absterben oder wachsen langsamer und produzieren weniger Nektar und Pollen, auf die wiederum andere Arten angewiesen sind. Befallene Bäume können die Böden darüber hinaus weniger wirksam vor Erosion schützen.
Versuche haben gezeigt, dass sich der Asiatische Marienkäfer (Harmonia axyridis) zur biologischen Schädlingsbekämpfung zwar eignen würde, jedoch vorzugsweise die Grüne Pfirsichblattlaus (Myzus persicae) frisst, wenn beide Arten anwesend sind. Alternativ können Brackwespen aus der Unterfamilie der Aphidiinae zum Einsatz kommen, wobei sich besonders die parasitär lebende Wespenart Pauesia nigrovaria als hilfreich erwiesen hat.
In Großbritannien, der Slowakei, sowie den USA und Kanada hat sich außerdem der Einsatz des Pilzgiftes Neozygites turbinata (aus der Ordnung der Fliegentöterpilzartigen, Familie Entomophthoraceae) bewährt erwiesen. Dagegen überwiegen bei einer chemischen Schädlingsbekämpfung die Nachteile, die diese durch Auswirkungen auf andere Arten mit sich bringt.